# William R. Keating

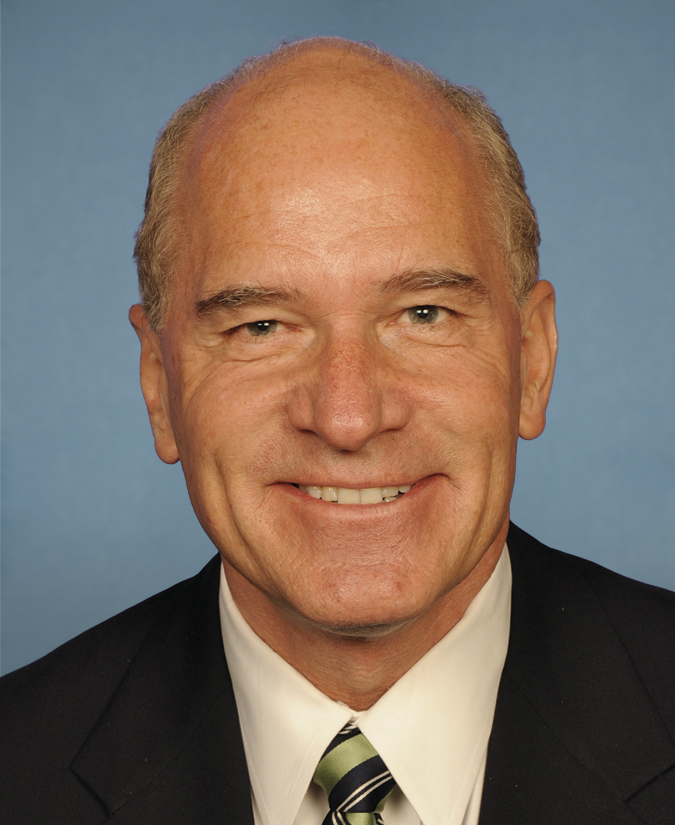
William R. Keating (2011)

William Richard „Bill“ Keating (* 6. September 1952 in Norwood, Norfolk County, Massachusetts) ist ein US-amerikanischer Politiker der Demokratischen Partei. Seit 2011 vertritt er den Bundesstaat Massachusetts im US-Repräsentantenhaus.

## Werdegang
William Keating besuchte bis 1982 das Boston College. Nach einem anschließenden Jurastudium an der Suffolk University in Boston arbeitete er als Jurist. Gleichzeitig begann er als Mitglied der Demokratischen Partei eine politische Laufbahn. Zwischen 1977 und 1984 war er Abgeordneter im Repräsentantenhaus von Massachusetts; von 1985 bis 1998 saß er im Staatssenat. Zwischen 1998 und 2010 war er Bezirksstaatsanwalt im Norfolk County.
Bei den Kongresswahlen des Jahres 2010 wurde Keating im zehnten Wahlbezirk von Massachusetts in das US-Repräsentantenhaus in Washington, D.C. gewählt, wo er am 3. Januar 2011 die Nachfolge des nicht mehr kandidierenden Bill Delahunt antrat. Er ist bzw. war Mitglied im Auswärtigen Ausschuss, und im Ausschuss für Innere Sicherheit. Vormals saß er auch im Committee on Small Business. Darüber hinaus sitzt er in mehreren Unterausschüssen. Keating ist verheiratet und Vater von zwei Kindern; mit seiner Familie lebt er in Quincy. Nach bisher seven Wiederwahlen in den Jahren 2012 bis 2024 kann er sein Amt bis heute ausüben. Seit 2013 vertritt er den neunten Wahlbezirk seines Staates im Repräsentantenhaus. Seine neue Legislaturperiode im Repräsentantenhaus des 119. Kongresses läuft bis zum 3. Januar 2027.